# 마하메드 압둘라히 마하메드
모하메드 압둘라히 파마조 모하메드(Maxamed Cabdulaahi Maxamed Farmaajo, 1962년 3월 11일~ )는 소말리아의 정치인이자 소말리아의 제9대 대통령이다.
2010년 11월부터 2011년 6월까지는 총리를 지낸 적이 있다. 2017년 대통령 선거에 출마하면서 민족주의와 알샤바브 운동의 반대를 구호로 내걸었으며 275명의 하원의원과 54명의 상원의원들로 구성된 선거인단 중 총 184표로 과반의 득표율을 넘기며 대통령에 당선되었다.
2022년 5월 23일, 임기를 마치고 퇴임하였다.

## 역대 선거 결과
| 선거명      | 직책명            | 대수 | 정당 | 1차 득표율 | 1차 득표수 | 2차 득표율 | 2차 득표수 | 3차 득표율 | 3차 득표수 | 결과 | 당락 |
| ----------- | ----------------- | ---- | ---- | ---------- | ---------- | ---------- | ---------- | ---------- | ---------- | ---- | ---- |
| 2012년 선거 | 소말리아의 대통령 | 8대  | 타요 | 5.19%      | 14표       |            |            |            |            | 7위  | 낙선 |
| 2017년 선거 | 소말리아의 대통령 | 9대  | 타요 | 21.88%     | 72표       | 55.93%     | 184표      |            |            | 1위  |      |
| 2022년 선거 | 소말리아의 대통령 | 10대 | 타요 | 18.32%     | 59표       | 25.70%     | 83표       | 33.95%     | 110표      | 2위  | 낙선 |